# Brygada Acapulco
Brygada Acapulco (ang. Acapulco HEAT, 1993–94) – amerykański serial kryminalno-przygodowy o grupie specjalnie wyszkolonych detektywów zwalczających terroryzm pod przykrywką modeli i hotelarzy.
Powstały dwie serie odcinków.

## Obsada
- Catherine Oxenberg – Ashley Hunter – Coddington, była agentka MI6 (1993–94)
- Brendan Kelly – Mike Savage, były agent CIA (1993–94)
- Spencer Rochfort – Brett, ekspert od materiałów wybuchowych (1993–94)
- Holly Floria – Krissie Valentine, specjalistka informatyki (1993–94)
- Randy Vasquez – Markus, były taksówkarz, ma liczną rodzinę, która pomaga w akcjach (1993–94, 1999)
- Michael Worth – Tommy, były wojskowy (1993–94, 1999)
- Graham Heywood – Arthur Small (1993–94)
- John Vernon – pan Smith (1993–94)
- Fabio – Claudio (1993–94)
- Angela Visser – Melody (1993)
- Clifton Collins Jr. – David Kern (1993)
- James Healey – Strake (1993–94)
- Alison Armitage – Catherine 'Cat' Avery Pascal, była włamywaczka (1993-94, 1998–99)
- Lydie Denier – Nicole, w drugiej serii zostaje szefową brygady (1998–99)
- Christa Sauls – Joanna, informatyczka (1998–99)
- Peter J. Lucas – Roger Laurent (1998)
- Winsor Harmon – David Kelly (1998)
- Leonardo García (1999)